# Luciano Dal Falco
Luciano Dal Falco (Verona, 10 maggio 1925 – Roma, 20 dicembre 1992) è stato un politico e partigiano italiano.
Democristiano, è stato deputato, senatore e Ministro della sanità della Repubblica nel Governo Moro V e nel Governo Andreotti III.

## Biografia
Figlio di un funzionario delle ferrovie, cresce a Verona, diplomandosi all'Istituto Magistrale nel 1943, conseguendo successivamente la licenza classica. Si iscrive all'Università degli Studi di Padova ma viene arrestato durante un rastrellamento e avviato ai lavori coatti di ristrutturazione delle linee ferroviarie distrutte dai bombardamenti. Dopo lo sbarco di Anzio riesce a fuggire dal campo di prigionia e si unisce alla Resistenza nella Brigata Manara di ispirazione cattolica.
Al termine del conflitto si iscrive alla Democrazia Cristiana, venendo in contatto con Giuseppe Dossetti, che lo invita a trasferirsi a Roma. Nella capitale entra a far parte del gruppo emergente della nuova classe politica democristiana, riunitasi nella "Comunità del Porcellino", composto da Amintore Fanfani, Giorgio La Pira, Franco Maria Malfatti e altri.
Legato alla figura di Dossetti, ne riceve l'eredità dopo l'abbandono dalla politica attiva deciso dal teologo. Entra così nel consiglio nazionale del partito, e nel 1951 partecipa alla formazione della corrente di Iniziativa democratica.